# Stenodontus
Stenodontus is een geslacht van insecten uit de orde vliesvleugeligen (Hymenoptera) en de familie Ichneumonidae.

## Soorten
- S. biguttatus (Gravenhorst, 1829)
- S. himalayator Diller, 2004
- S. malaisei Roman, 1925
- S. marginellus (Gravenhorst, 1829)
- S. meridionator Aubert, 1959
- S. philippinator Diller, 2004
- S. regieri Diller, 1996
- S. reichli Diller & Schonitzer, 1998
- S. tagalogator Diller, 2004
- S. theresae Pic, 1901
- S. tristis (Brischke, 1892)
- S. usator Diller, 1993